# Municipio de Ivy (Arkansas)
El municipio de Ivy (en inglés: Ivy Township) es un municipio ubicado en el condado de Franklin en el estado estadounidense de Arkansas. En el año 2010 tenía una población de 576 habitantes y una densidad poblacional de 13,37 personas por km².

## Geografía
El municipio de Ivy se encuentra ubicado en las coordenadas 35°29′10″N 93°59′54″O / 35.48611, -93.99833. Según la Oficina del Censo de los Estados Unidos, el municipio tiene una superficie total de 43.09 km², de la cual 37,76 km² corresponden a tierra firme y (12,38 %) 5,33 km² es agua.

## Demografía
Según el censo de 2010, había 576 personas residiendo en el municipio de Ivy. La densidad de población era de 13,37 hab./km². De los 576 habitantes, el municipio de Ivy estaba compuesto por el 96,7 % blancos, el 1,04 % eran afroamericanos, el 0,87 % eran amerindios, el 0,35 % eran asiáticos, el 0,17 % eran de otras razas y el 0,87 % eran de una mezcla de razas. Del total de la población el 1,04 % eran hispanos o latinos de cualquier raza.